# Hoyvík
Hoyvík (IPA: [ˈhɔivʊɪk], danska: Højvig) är en ort på Färöarna, belägen på huvudön Streymoy i Torshamns kommun. Hoyvík i direkt anslutning till huvudstaden Torshamn och har på senare år vuxit mer eller mindre samman med den. Vid folkräkningen 2015 hade Hoyvík 3 847 invånare.
Färöarnas nationalmuseum och frilandsmuseet ligger i Hoyvík. Det var också i detta museet som ett kontrakt skrevs om ekonomiskt samarbete mellan Färöarna och Island.
Öster om Hoyvík ligger den lilla obebodda holmen Hoyvíkshólmur, en av Färöarnas elva holmar.

## Befolkningsutveckling
| Befolkningsutvecklingen i Hoyvík 1985–2015 | Befolkningsutvecklingen i Hoyvík 1985–2015 | Befolkningsutvecklingen i Hoyvík 1985–2015 | Befolkningsutvecklingen i Hoyvík 1985–2015 | Befolkningsutvecklingen i Hoyvík 1985–2015 |
| ------------------------------------------ | ------------------------------------------ | ------------------------------------------ | ------------------------------------------ | ------------------------------------------ |
|                                            |                                            |                                            |                                            |                                            |
| År                                         |                                            |                                            | Folkmängd                                  |                                            |
| 1985                                       | 1985                                       |                                            | 853                                        |                                            |
| 1990                                       | 1990                                       |                                            | 1 413                                      |                                            |
| 1995                                       | 1995                                       |                                            | 1 870                                      |                                            |
| 2000                                       | 2000                                       |                                            | 2 363                                      |                                            |
| 2005                                       | 2005                                       |                                            | 2 970                                      |                                            |
| 2010                                       | 2010                                       |                                            | 3 602                                      |                                            |
| 2015                                       | 2015                                       |                                            | 3 847                                      |                                            |
|                                            |                                            |                                            |                                            |                                            |